# Credo (журнал)
Credo — украинский католический общественно-религиозный журнал, освещающий жизнь Католической церкви западного и восточного обрядов на Украине и в мире, публикующий послания и проповеди Римского Папы и епископов, отражающий мнение католической церкви относительно различных современных вопросов, тенденций и явлений.

## История
Издание было основано на Украине в начале 1990-х годов в среде винницких студентов-католиков во главе с Вячеславом Брамским. Целью ставилась евангелизация и приближение католичества тем, кто про него не знает или знает мало. В 1992 году Credo было зарегистрировано как всеукраинское издание.
С 2002 года выпуск журнала был приостановлен.
С 2006 года канцлер Каменец-Подольского диоцеза священник Виталий Воскобойник возобновил издание журнала на епархиальном уровне. С конца 2008 года издание проходит этап ребрендинга[уточнить].

## Структура
Журнал состоит из рубрик: «Он и она», «Церковь», «Мнение по поводу», «Биоэтика», «Духовный фитнес», «Жизнь Словом», «Вблизи», «Обычаи и вера», «Обратная связь», «Речь о речи», «Путешествия», «СOOLтура», «СREDOпсихолог», «Свидетельства», «Слово редактора», «Читалка к кофе», и «Между прочим».
Журнал использует слоган «Думать не больно, верить — не страшно».